# Шванова клетка
Швановите клетки са наименовани на името на немския анатом и физиолог Теодор Шван. Представляват вид глиални клетки, произвеждащи миелин за миелиновите обвивки на невроните. Миелиновите обвивки изолират невроните в периферната нервна система (ПНС). Така не може да стане преплитане между нервните аксони при движение на импулсите. Освен това се увеличава и скоростта, без да се увеличава диаметъра на аксона. Швановите клетки, непроизвеждащи миелин, са отговорни за поддържането на аксона и оцеляването на неврона.
Швановите клетки са аналози на олигодендроцитите, намиращи се в централната нервна система (ЦНС).
Те започват формирането на миелиновите обвивки в невроните на бозайниците още през зародишното развитие.
Добре развита клетка има формата на свит на руло вестник със слоеве миелин между отделните навивки.